# Brigada 4 Vânători (1916-1918)
Brigada 4 Vânători a fost o mare unitate de nivel tactic, care s-a constituit în luna decembrie 1917, în urma deciziei Marelui Cartier General român de a regrupa toate unitățile de vânători în două divizii:pp. 197-198

## Participarea la operații

### Campania anului 1918
În anul 1918 Brigada 4 Vânători a făcut parte din Divizia 1 Vânători, În această campanie, brigada a fost comandată de colonelul Ioan Dumitriu. :p. 311

## Ordinea de bătaie
Forța combativă a brigăzii era de 4 batalioane de infanterie, compunerea de luptă variind în cursul anului 1918, astfel
| La constituire                                              | La a doua mobilizare                                    |
| ----------------------------------------------------------- | ------------------------------------------------------- |
| - Regimentul 4 Vânători - Regimentul 8 Vânători:pp. 197-198 | - Regimentul 9 Vânători - Regimentul 10 Vânători:p. 311 |

## Comandanți
- Colonell Ioan Dumitriu